# Cometes birai
Cometes birai là một loài bọ cánh cứng trong họ Cerambycidae.